# Graham Hill
Norman Graham Hill, conegut com a Graham Hill (Hampstead, Londres, 15 de febrer del 1929 - 29 de novembre del 1975) fou un pilot de curses automobilístiques britànic que va aconseguir ser bicampió de la Fórmula 1.

## Trajectòria professional
Després de fer el servei militar Hill va fer-se mecànic de Smiths Instruments i va incorporar-se al Team Lotus com a mecànic a mitjans dels anys 50. A diferència de l'habitual Graham va debutar com a pilot al voltant dels 30 anys, va començar a disputar curses quan Lotus va començar a competir a la Fórmula 1. El seu debut va ser al Gran Premi de Mònaco de 1958.
La Temporada 1960 de Fórmula 1 Graham va fitxar per BRM, i va proclamar-se campió de Fórmula 1 amb ells la temporada 1962. Hill aprofitant que les temporades de Fórmula 1 eren més breus que en la F1 moderna també va començar a competir a la Indianapolis 500 triomfant allà l'any 1966 amb un Lola- Ford.
A la Temporada 1967 de Fórmula 1 Hill va tornar a l'equip Lotus i va contribuir al desenvolupament del Lotus 49 que disposava d'un motor Cosworth V8. Després de la mort dels seus companys d'equip Jim Clark i Mike Spence Hill va liderar l'equip en el seu segon campionat la temporada 1968. Els cotxes Lotus tenien fama de ser molt fràgils i perillosos especialment després dels xocs de Hill i Jochen Rindt al Gran Premi d'Espanya de 1969. Graham es va trencar les dues cames en un accident al Gran Premi dels Estats Units de 1969 i això va interrompre la seva carrera professional durant un temps.
Ja amb 41 anys ell no es va retirar i va continuar en actiu fins a l'any 1975 però amb pocs èxits esportius. La seva última victòria en un Fórmula 1 va ser en una cursa fora de campionat del International Trophy de 1971 al Circuit de Silverstone amb un Brabham BT34.
Amb Henri Pescarolo va guanyar les 24 hores de Le Mans l'any 1972.
Després de no aconseguir superar el 107% de la pole al Gran Premi de Mònaco de 1975 on Graham havia guanyat 5 vegades i veure's desqualificat per a la cursa el britànic va decidir retirar-se i concentrar-se en la gestió del seu propi equip. Aquest era l'Embassy Hill, equip que va crear l'any 1973 i que en els seus inicis usava els xassís dels equips Shadow Racing i Lola Racing.

## Familia
Hill es va casar amb Bette l'any 1955. Ells van tenir dues filles, Brigitte i Samantha, i un fill, Damon que esdevindria campió del món de Formula 1.
Damon ha estat l'únic fill d'un pilot que ha esdevingut campió i va usar un casc molt similar al que va usar el seu pare en els moments més brillants de la seva carrera: blau fosc amb un cotxe blanc i els colors del London Rowing Club, club del que era membre Graham.

## Mort
El novembre de 1975 Graham va morir quan pilotava el seu avió, un Piper Aztec, en condicions boiroses al Golf d'Arkley al nord de Londres. Cinc membres de l'equip de Hill van morir inclosa la jove promesa Tony Brise. A més com que Hill no disposava de cap assegurança personal la seva dona va ser demandada per les famílies de les altres víctimes.

## Resultats a la Fórmula 1
(key) (Les curses en negreta indiquen pole)
| Any  | Equip              | 1       | 2       | 3       | 4       | 5       | 6       | 7       | 8       | 9       | 10      | 11      | 12      | 13      | 14     | 15     | Team    | WDC | Punts |
| ---- | ------------------ | ------- | ------- | ------- | ------- | ------- | ------- | ------- | ------- | ------- | ------- | ------- | ------- | ------- | ------ | ------ | ------- | --- | ----- |
| 1958 | Lotus              | ARG     | MON Ret | HOL Ret | 500     | BEL Ret | FRA Ret | GBR Ret | ALE Ret | POR Ret | ITA 6   | MAR 16  |         |         |        |        | Lotus   | -   | 0     |
| 1959 | Lotus              | MON Ret | 500     | HOL 7   | FRA Ret | GBR 9   | ALE Ret | POR Ret | ITA Ret | USA     |         |         |         |         |        |        | Lotus   | -   | 0     |
| 1960 | BRM                | ARG Ret | MON 7   | 500     | HOL 3   | BEL Ret | FRA Ret | GBR Ret | POR Ret | ITA     | USA Ret |         |         |         |        |        | BRM     | 15è | 4     |
| 1961 | BRM                | MON Ret | HOL 8   | BEL Ret | FRA 6   | GBR Ret | ALE Ret | ITA Ret | USA 5   |         |         |         |         |         |        |        | BRM     | 16è | 3     |
| 1962 | BRM                | HOL 1   | MON 6   | BEL 2   | FRA 9   | GBR 4   | ALE 1   | ITA 1   | USA 2   | SUD 1   |         |         |         |         |        |        | BRM     | 1r  | 42    |
| 1963 | BRM                | MON 1   | BEL Ret | HOL Ret | FRA 3   | GBR 3   | ALE Ret | ITA 16  | USA 1   | MEX 4   | SUD 3   |         |         |         |        |        | BRM     | 2n  | 29    |
| 1964 | BRM                | MON 1   | HOL 4   | BEL 5   | FRA 2   | GBR 2   | ALE 2   | AUT Ret | ITA Ret | USA 1   | MEX 11  |         |         |         |        |        | BRM     | 2n  | 39    |
| 1965 | BRM                | SUD 3   | MON 1   | BEL 5   | FRA 5   | GBR 2   | HOL 4   | ALE 2   | ITA 2   | USA 1   | MEX Ret |         |         |         |        |        | BRM     | 2n  | 40    |
| 1966 | BRM                | MON 3   | BEL Ret | FRA Ret | GBR 3   | HOL 2   | ALE 4   | ITA Ret | USA Ret | MEX Ret |         |         |         |         |        |        | BRM     | 5è  | 17    |
| 1967 | Lotus              | SUD Ret | MON 2   | HOL Ret | BEL Ret | FRA Ret | GBR Ret | ALE Ret | CAN 4   | ITA Ret | USA 2   | MEX Ret |         |         |        |        | Lotus   | 7è  | 15    |
| 1968 | Lotus              | SUD 2   | ESP 1   | MON 1   | BEL Ret | HOL 9   | FRA Ret | GBR Ret | ALE 2   | ITA Ret | CAN 4   | USA 2   | MEX 1   |         |        |        | Lotus   | 1r  | 48    |
| 1969 | Lotus              | SUD 2   | ESP Ret | MON 1   | HOL 7   | FRA 6   | GBR 7   | ALE 4   | ITA 9   | CAN Ret | USA Ret | MEX     |         |         |        |        | Lotus   | 7è  | 19    |
| 1970 | Lotus              | SUD 6   | ESP 4   | MON 5   | BEL Ret | HOL NC  | FRA 10  | GBR 6   | ALE Ret | AUT     | ITA DNS | CAN NC  | USA Ret | MEX Ret |        |        | Lotus   | 13è | 7     |
| 1971 | Brabham            | SUD 9   | ESP Ret | MON Ret | HOL 10  | FRA Ret | GBR Ret | ALE 9   | AUT 5   | ITA Ret | CAN Ret | USA 7   |         |         |        |        | Brabham | 21è | 2     |
| 1972 | Brabham            | ARG Ret | SUD 6   | ESP 10  | MON 12  | BEL Ret | FRA 10  | GBR Ret | ALE 6   | AUT Ret | ITA 5   | CAN 8   | USA 11  |         |        |        | Brabham | 15è | 4     |
| 1973 | Shadow Racing Cars | ARG     | BRA     | SUD     | ESP Ret | BEL 9   | MON Ret | SUE Ret | FRA 10  | GBR Ret | HOL NC  | ALE 13  | AUT Ret | ITA 14  | CAN 16 | USA 13 | Shadow  | -   | 0     |
| 1974 | Lola               | ARG Ret | BRA 11  | SUD 12  | ESP Ret | BEL 8   | MON 7   | SUE 6   | HOL Ret | FRA 13  | GBR 13  | GER 9   | AUT 12  | ITA 8   | CAN 14 | USA 8  | Lola    | 18è | 1     |
| 1975 | Lola               | ARG 10  | BRA 12  | SUD DNQ | ESP     | MON DNQ | BEL     | SUE     | HOL     | FRA     | GBR     | ALE     | AUT     | ITA     | USA    |        | Hill    | -   | 0     |